# 白魔術
白魔術（しろまじゅつ）とは、
1. 好ましい目的に使われる魔術、魔法。
2. 文化人類学で定義される聖人の術とほぼ同義とされる。黒魔術と対比して用いられ、白呪術ともいう。その場合、白魔術が「悪魔の力を借りない魔術」、黒魔術が「悪魔の力を借りる魔術」と解される。
3. 利己ではなく利他のために行う魔術。
4. 自己に都合がいい魔術、魔法。

## 概説
白魔術については諸説あるが、害を得る者がなく術者・願者に益をもたらすものとされる。古来から現代に至るまで、開運成就・雨乞い・豊作祈願・収獲祈願・紛失した物を見つけ出す・破損品を修復し使用可能なレベルに戻す・病気の治療などのために用いられる魔術を指す場合もある。中世においては薬草学・錬金術も魔術の分野であり現代の薬学・医学・化学の原型となった。
4. の用法の場合、施術者の相手方に損害を与えることがあるため、黒魔術・呪いと解釈される場合がある（例えば戦勝祈願）。
物語の中では、天使などの「聖なるもの」の力を借りる（または召喚する）物を「白魔術」、悪魔などの「邪悪なもの」の力を借りる（または召喚する）ものを「黒魔術」と分けることがある。但し、聖悪白黒は各個人の信仰・倫理により左右される事に注意されたし。

### 対義語的項目
- 黒魔術
- 邪術
- 妖術